# 2173 Maresjev
2173 Maresjev là một tiểu hành tinh vành đai chính được phát hiện ngày 22 tháng 8 năm 1974 bởi L. V. Zhuravleva ở Đài vật lý thiên văn Crimean. Nó có đường kính 17 km.